# Schwarz-Weiß-Fernsehen

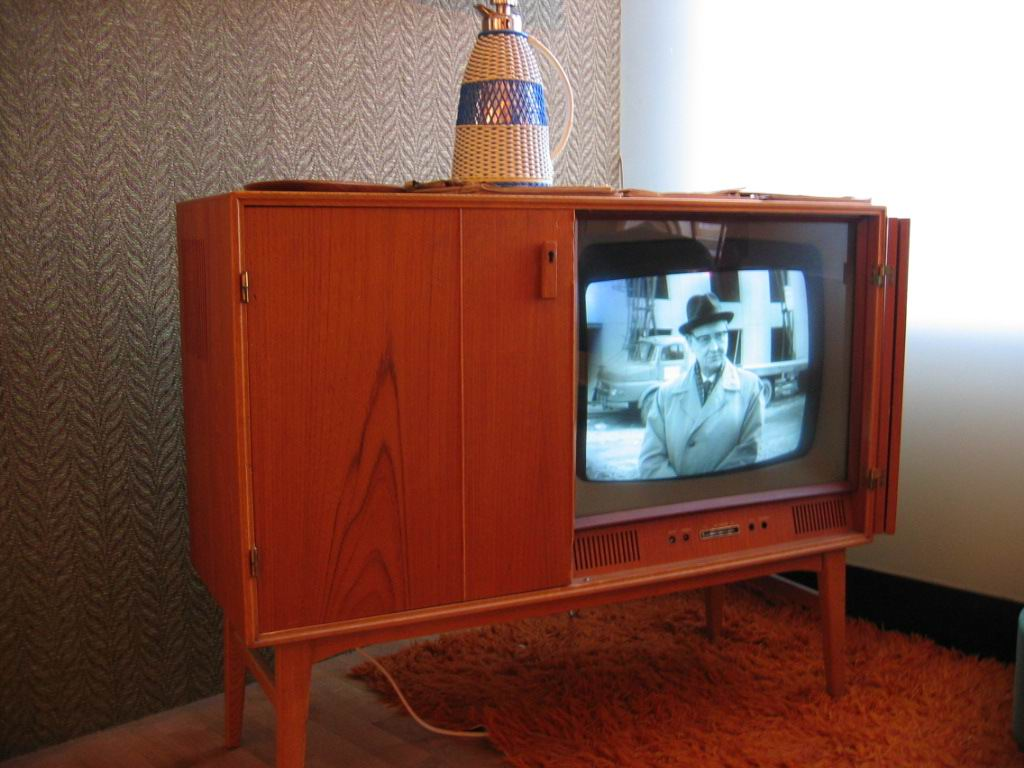
Schwarz-Weiß-Fernseher aus den 1950er Jahren

Als Schwarz-Weiß-Fernsehen, auch Schwarzweißfernsehen geschrieben, bezeichnet man die technisch frühe Form des Fernsehens. Im Unterschied zum Farbfernsehen werden lediglich Helligkeitsunterschiede, die als Grauwerte wahrgenommen werden, bei Aufnahme und Wiedergabe der Bilder berücksichtigt.
Bei der Einführung des Farbfernsehens – in Europa ab Mitte der 1960er Jahre – wurde auf Auf- und Abwärtskompatibilität geachtet – auch Schwarzweiß-Fernsehgeräte sollten in der Lage sein, die Signale des Farbfernsehens zu verarbeiten und als Grauwerte darzustellen. Das Helligkeitssignal wurde wie bisher übertragen, die zusätzlichen Farbinformationen in einem Frequenzbereich, in dem sie das Bild kaum störten (Zerlegung der Bildinformationen nach dem YUV-Farbmodell in zwei Signale). Mit diesen beiden Bildsignalen konnten die neuen Farbfernsehgeräte auch herkömmliche Schwarzweißsendungen ohne Farbsignal darstellen.
Was die Sende- und die Aufzeichnungstechnik betrifft, wurde das Schwarzweiß-Fernsehen in Westeuropa ab Mitte der 1960er Jahre schnell durch das Farbfernsehen abgelöst. Doch Geräte mit Schwarz-Weiß-Empfang blieben noch lange im Einsatz. Schwarzweiß-Geräte waren vom Anschaffungspreis her wesentlich günstiger, da sie wesentlich einfacher aufgebaut waren, unter anderem konnte die aufwendige Elektronik zur Gewinnung der Farbinformationen entfallen. Die Bildröhre brauchte nur ein einziges Strahlsystem statt dreien. Auch waren die Geräte wegen des Wegfalls der energieschluckenden Lochmaske sparsamer. Die Beschleunigungsspannung war geringer, somit konnte die Abschirmung gegen die prinzipbedingt entstehende Röntgenstrahlung wesentlich einfacher gehalten werden. Und es wurde keine Elektronik gebraucht, um die Farben zur Deckung zu bringen (Konvergenz) und die dafür nötigen Magnetspulen.
Schwarzweißfernseher wurden noch bis in die 2000er Jahre hergestellt, weil sie von den Zuschauern als preiswerte Alternative oder als einfaches (ggf. portables) Zweitgerät geschätzt wurden. Heute werden sie vor allem noch teilweise zur Videoüberwachung verwendet.
Noch heute beträgt die Rundfunkgebühr in Großbritannien für ein Schwarz-Weiß-Gerät nur etwa ein Drittel der Gebühr für das Farbfernsehen. 2013 begnügten sich daher noch 13.000 Briten mit Schwarz-Weiß-Fernsehen.